# Auguste Gräfin von Harrach

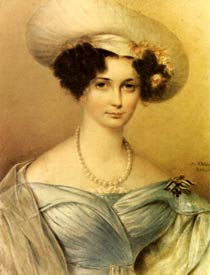
Auguste Fürstin Liegnitz

Auguste von Harrach (n. 30 august 1800; d. 5 iunie 1873) a fost a doua soție a regelui Frederic Wilhelm al III-lea al Prusiei. Deoarece căsătoria a fost morganatică, ea nu a fost numită regină, însă i s-au acordat titlurile de Prințesă de Liegnitz și Contesă de Hohenzollern.
Auguste a fost fiica contelui Ferdinand Joseph von Harrach de Rohrau (1763-1841) și a Christianei von Rayski (1767-1830). Ea l-a întâlnit pe Frederick la Teplitz în Boemia în 1822. Auguste și Frederick s-au căsătorit la Palatul Charlottenburg la 9 noiembrie 1824. Cum Auguste era catolică și nu făcea parte din casa regală, inițial căsătoria a fost ținută în secret. Prințesa de Liegnitz s-a convertit la protestantism în 1826.
Auguste nu a fost activă din punct de vedere politic și nu a avut copii. L-a îngrijit pe Frederic când acesta era pe moarte în 1840 însă nu i s-a permis să asiste la funeralii. După decesul soțului ei Augusta a primit o alocație mare și i s-a permis să locuiască la palat. În ultimii săi ani a călătorit mult în Italia și Anglia.
Auguste a fost dat o alocație mare și a permis să continue să trăiască în palatul regal ca o văduvă. Ea a făcut mai multe călătorii în anii ei de mai târziu, în Italia și Anglia. 